# BD-R
Die BD-R (englisch Blu-ray disc recordable) ist ein einmalig beschreibbarer optischer Datenspeicher, der auf der Blu-ray-Technik basiert.

## Details
BD-R-Rohlinge gibt es mit einer unterschiedlichen Anzahl von 1 bis 4 Schichten. Diese Eigenschaft hat wesentliche Auswirkungen auf die mögliche Speicherkapazität. Es gibt:
- einschichtige BD-R SL (Single Layer) speichert 23,3 GB, 25 GB oder 27 GB
- zweischichtige BD-R DL (Dual Layer) bis zu 46,6 GB, 50 GB oder 54 GB
- dreischichtige BD-R TL (Triple Layer) bis zu 100 GB (BDXL)
- vierschichtige BD-R QL (Quad Layer) bis zu 128 GB (BDXL)

Die BD-R nutzt als Speichermedium eine Substanz, die ihr Reflexionsvermögen in Abhängigkeit von der optischen Dichte des Laserstrahls ändert. Die konkrete Zusammensetzung ist nicht festgelegt; sowohl organische als auch anorganische Substanzen (z. B. Kupfer/Silizium-Schichten) sind einsetzbar.
Es existieren zwei unterschiedliche Schreibarten: HTL („High To Low“) und LTH („Low To High“). HTL-Medien sind teurer als LTH, halten aber länger. Da LTH-Medien nicht in der ursprünglichen Blu-ray-Standardisierung vorkamen, kann es vorkommen, dass frühe Blu-ray-Player und -Brenner ein Firmwareupdate benötigen, um mit LTH-Medien umgehen zu können.

## Entwicklung
Die ersten Medien verwendeten das HTL-Prinzip („High To Low“) und basierten auf der Phase-Change-Technik, bei der die Aufnahmeschicht aus anorganischen Materialien besteht. Diese lässt sich nur für das einmalige Beschreiben verwenden. Unbeschrieben befinden sich die Schreibschicht in kristallinem Zustand mit hohem Reflexionsgrad. Durch die Erwärmung mittels Laserstrahl wird der Übergang in einen amorphen Zustand bewirkt und so der Reflexionsgrad vermindert. Der Reflexionsgrad wird also durch das Schreiben von hoch nach niedrig (HTL) geändert.
Später kamen LTH-Medien („Low To High“) hinzu, bei denen über einer Reflexionsschicht eine Farbschicht aufgebracht wird. Die Farbschicht absorbiert das Licht des Lasers und bewirkt einen geringen Reflexionsgrad. Beim Schreibvorgang wird an bestimmten Stellen die Absorptionswirkung des Farbstoffes verringert und so der Reflexionsgrad erhöht. Diese Technik wurde auch bereits bei den einmal beschreibbaren Vorgängerformaten DVD±R und CD-R angewandt.

## Geschwindigkeit
| Laufwerk- Geschwindigkeit | Datenrate | Datenrate | Schreibdauer [min] | Schreibdauer [min] | Schreibdauer [min] | Schreibdauer [min] |
| Laufwerk- Geschwindigkeit | [Mbit/s]  | [MB/s]    | BD-R               | BD-R DL            | BD-R TL            | BD-R QL            |
| ------------------------- | --------- | --------- | ------------------ | ------------------ | ------------------ | ------------------ |
| 01×                       | 036       | 04,5      | ≈95                | ≈190               | ≈285               | ≈380               |
| 02×                       | 072       | 09        | ≈47                | ≈094               | ≈141               | ≈188               |
| 04×                       | 144       | 18        | ≈24                | ≈048               | ≈072               | ≈096               |
| 06×                       | 216       | 27        | ≈16                | ≈032               | ≈048               | ≈064               |
| 08×                       | 288       | 36        | ≈12                | ≈024               | ≈036               | ≈048               |
| 10×                       | 360       | 45        | ≈10                | ≈020               | ≈030               | ≈040               |
| 12×                       | 432       | 54        | ≈08                | ≈016               | ≈024               | ≈032               |
| 14×                       | 503       | 63        | ≈07                | ≈014               | ≈021               | ≈028               |
| 16×                       | 575       | 72        | ≈06                |                    |                    |                    |